# 桂峯寺
桂峯寺（けいほうじ）は岐阜県高山市上宝町長倉にある釈迦如来を本尊とする臨済宗妙心寺派(龍泉派)の寺院で、山号は仁月山。飛騨三十三観音霊場28番札所である。
江馬氏2代当主の江馬朝方が鎌倉建長寺の夢窓疎石を招いて鎌倉時代の弘安年間に上宝町本郷の地に桂月庵として建立した。建立時は建長寺派であったが、室町時代の永承年間に江馬時直が越中国泰寺の正雲和尚を中興開山として寺基を現在の長倉の地に移した。正雲和尚は国泰寺からインド伝来の聖観音像をもたらした。その後は国泰寺派となるが、江戸時代になって更に妙心寺派となった。
寺宝として江戸時代に高山宗猷寺から当寺に渡った仏師竹内右門作の子安観音像のほか、幕末に高倉在靖により描かれた本堂の天井の龍の墨絵がある。他に竜頭観音など、いくつかの円空仏も所蔵する。また、正雲和尚のもたらした聖観音像は毎年9月3日に開帳され、その際には観音像を手に取って拝む百観音奉戴手請式が行われる。